# Saint-Bazile-de-Meyssac
Saint-Bazile-de-Meyssac är en kommun i departementet Corrèze i regionen Nouvelle-Aquitaine i de centrala delarna av Frankrike. Kommunen ligger  i kantonen Meyssac som tillhör arrondissementet Brive-la-Gaillarde. År 2022 hade Saint-Bazile-de-Meyssac 137 invånare.

## Befolkningsutveckling
Antalet invånare i kommunen Saint-Bazile-de-Meyssac
Referens:INSEE